# Kaznena ekspedicija
Kaznena ekspedicija je naziv za vojnu ili policijsku akciju koja za cilj nema samo uspostavljanje neposredne kontrole nad nekim područjem i sprovođenje zakona nad pojedincima, nego odmazdu nad širom zajednicom čiji su članovi počinili nedopustive radnje, odnosno odvraćanje članova te iste zajednice od činjenja tih nedopustivih radnji u budućnosti. 
Kaznene ekspedicije mogu imati razne oblike - od najblažih, koji se uglavnom svode na pokazivanje vojne moći, preko pljenidbe ili uništavanja imovine, stoke, poljoprivrednih usjeva, nastambi te zarobljavanja ili nasumičnog ubijanja članova neke teritorijalne ili plemenske zajednice, a što u najtežim oblicima može eskalirati u genocid.
Kaznene ekspedicije su kroz najveći dio povijesti predstavljale jedini način na koji su pojedine države mogle održavati vlast nad dijelovima svojeg teritorija, pogotovo ako su ti teritoriji zbog raznih zemljopisnih okolnosti bili nepristupačni. Klasični primjer su pohodi koje su nekadašnja azijska carstva poduzimala protiv nomadskih naroda kako bi zaustavili pljačkaške pohode preko svojih granica. U 19. stoljeću kaznene ekspedicije postaju jedno od sredstava međunarodne politike pomoću kojih velike sile uspostavljaju utjecaj i vlast nad manjim državama rabeći razne incidente čija su žrtva vlastiti građani kao povod za vojne akcije. 
Kaznene ekspedicije unutar vlastitih granica su primjerice akcije brazilske policije protiv narko-bandi u favelama.